# Studnia abisyńska

Elementy studni abisyńskiej

Studnia abisyńska (abisynka) – studnia rurowa wbijana lub wkręcana, służąca do wydobywania niewielkiej ilości wody z głębokości 5-7 m.

## Budowa
Abisynka składa się z metalowych rur o średnicy 32-75 mm, połączonych szczelnie za pomocą muf. Rury są zakończone u dołu stożkowym ostrzem lub świdrem, a nad powierzchnią ziemi – ręczną pompą kolumienkową. Nad ostrzem lub świdrem znajduje się filtr, który stanowi rura zaopatrzona w otwory, obciągnięta siatką metalową lub okręcona drutem. Rury wbija się za pomocą baby ręcznej lub kafara, albo wkręca posługując się drągiem jak pokrętłem. Przy wbijaniu górny koniec rury zabezpiecza się drewnianym jarzmem, które ściąga się śrubami. Filtr powinien być wprowadzony w warstwę wodonośną tak głęboko, aby przy niskim stanie wody gruntowej jego górna część nie ssała powietrza.

## Wady
Wadą tych studni jest łatwość uszkodzenia filtru przy wbijaniu lub wkręcaniu, co powoduje zanieczyszczenie rur studni. Wymaga to wyciągnięcia ich z gruntu, oczyszczenia, naprawy filtru i ponownego zagłębienia rur.

## Przeznaczenie
Abisynkę stosuje się tylko wtedy, gdy wiadomo, że warstwa wodonośna zalega na niewielkiej głębokości.